# Henrique Ben David
Henrique de Sena Ben David (São Vicente, 5 dicembre 1926 – Ponta Delgada, 4 dicembre 1978) è stato un calciatore portoghese, di ruolo attaccante.

## Carriera

### Nazionale
Ha collezionato 6 presenze con la propria Nazionale.